# Talco (Texas)
Talco é uma cidade localizada no estado norte-americano de Texas, no Condado de Titus.

## Demografia
Segundo o censo norte-americano de 2000, a sua população era de 570 habitantes.
Em 2006, foi estimada uma população de 597, um aumento de 27 (4.7%).

## Geografia
De acordo com o United States Census Bureau tem uma área de
2,0 km², dos quais 2,0 km² cobertos por terra e 0,0 km² cobertos por água. Talco localiza-se a aproximadamente 107 m acima do nível do mar.

## Localidades na vizinhança
O diagrama seguinte representa as localidades num raio de 28 km ao redor de Talco.